# Grind (песня Alice in Chains)
«Grind» (с англ. «Скрежет») — песня американской гранж-группы Alice in Chains, была выпущена в качестве первого сингла из их одноименного альбома. Песню написал Джерри Кантрелл и была своеобразным ответом на слухи о смерти Лейна Стейли и распаде группы. Продолжительность песни составляет 4 минуты 45 секунд. Сингл достиг 7-го места в чарте Billboard Hot Mainstream Rock Tracks и был номинирован на премию «Грэмми» за лучшее исполнение в стиле хард-рок в 1996 году.

## История
Песня была написана Джерри Кантреллом, когда деятельность группы была приостановлена. Кантрелл джемовал в домашней студии с несколькими барабанщиками, включая Джоша Снайдера из Tad и Скотта Рокуэлла из Gruntruck. В результате были написаны три песни, две из которых («Grind» и «Again») попали в предстоящий альбом группы.
Для искажения голоса Стейли продюсер Тоби Райт купил в ломбарде за десять долларов микрофон Turner Crystal 1932 года выпуска. Также Райт настоял на использовании самого первого дубля гитарного соло песни. Гитарист долгое время считал его неудачным и пытался переписать, но в конце концов поддался на уговоры Райта, и соло было добавлено в финальный микс прямиком с ADAT-магнитофона Кантрелла.
В примечания к бокс-сету Music Bank Джерри Кантрелл сказал:
Это было в какой-то степени в разгар рекламы об отмененных турах, героине, ампутациях, обо всем и таким образом, это была еще одна песня «ПОШЕЛ ТЫ, что говоришь что-то о моей жизни». Я слышал любой слух, который вы не сможете себе представить. Я был мертв несколько раз, Лейн был мертв бесчисленное количество раз и терял конечности. Я беру трубку каждый раз, когда слышу новое: «Эй, Лейн, радио в Нью-Йорке говорит, что ты потерял еще два пальца». «О, правда? Круто». «Я бы обманул The Six Million Dollar Man; С тех пор, как технологии продвинулись вперед, нам стоило всего 2 миллиона, чтобы собрать Лейна обратно, и мы получили лучшие части».

## Выпуск и отзывы
Песня достигла седьмой строчки в чарте Billboard Hot Mainstream Rock Tracks , 18-й позиции в Billboard Modern Rock Tracks и достигла топ-30 в Великобритании.
Песня был номинирован на премию «Грэмми» за лучшее исполнение в стиле хард-рок в 1996 году, но проиграл песне «Spin The Black Circle» группы Pearl Jam.
Песня была включена в сборники Nothing Safe: Best of the Box (1999), Greatest Hits (2001) и The Essential Alice in Chains (2006).
Джон Видерхорн из Rolling Stone отметил: «„Grind“ мерцает и дрожит под паутиной трипповой вау-вау гитары и наполовину искаженных вокальных гармоний, а также содержит один из многочисленных хоровых припевов альбома».
Стив Хьюи из Allmusic назвал песню «одной из лучших работ группы», но также отметил, что менее изысканные треки в альбоме делают вызов «Grind» звучанием «больше похожим на отрицание».
Журнала Spin поставил «Grind» на 60-е место в списке «95 лучших альтернативных рок-песен 1995 года».

## Музыкальный видеоклип
Музыкальное видео было выпущено в ноябре 1995 года. Режиссёром видеоклипа являлся Рокки Шенк, который ранее снял музыкальные клипы группы, так как «We Die Young», «Them Bones» и «What the Hell Have I». Это игровое видео с анимационными сценами, в которых показана группа под землей старого здания, где находится трехногая собака. Собака в видео — это не та же собака на обложке одноимённого альбома Alice in Chains, и, вопреки ложной информации, распространенной в Интернете, она также не принадлежала Джерри Кантреллу. По словам Кантрелла, это была другая собака по имени Sunshine (с англ. —"Солнышко"), которую наняли только для видео. Шенк вспоминал, что Лейн Стейли был в очень плохой форме. Его трудно было затащить на съёмочную площадку, однако когда он, наконец, был там, то блестяще справился с поставленной задачей. Старика из клипа сыграл актёр Ричард Стречберри, а херувимов — карлики, один из которых ранее снимался в роли R2-D2.
Видео получило интенсивную ротацию на MTV в конце 1995 и начале 1996 года, и оно доступно в выпусках домашнего видео The Nona Tapes (1995) и Music Bank: The Videos (1999).

## Треклист
| №  | Название           | Длительность |
| -- | ------------------ | ------------ |
| 1. | «Grind»            | 4:45         |
| 2. | «So Close»         | 2:45         |
| 3. | «Nutshell»         | 4:19         |
| 4. | «Love, Hate, Love» | 6:26         |

- Песни 1 и 2 первоначально выпущены на Alice in Chains
- Песня 3 первоначально выпущена на Jar of Flies
- Песня 4 первоначально выпущена на Facelift

## Участники записи
- Лейн Стейли — ведущий вокал
- Джерри Кантрелл — бэк-вокал, гитара
- Майк Айнез — бас-гитара
- Шон Кинни — ударные

## Чарты
| Чарт (1995-96)                           | Высшая позиция |
| ---------------------------------------- | -------------- |
| Австралия (ARIA)                         | 77             |
| Канада (RPM Top Singles)                 | 53             |
| Канада (RPM Rock/Alternative)            | 3              |
| European Hot 100 Singles (Music & Media) | 70             |
| Великобритания (OCC UK Singles)          | 23             |
| Великобритания (OCC UK Rock & Metal)     | 1              |
| США (Billboard Mainstream Rock)          | 7              |
| США (Billboard Alternative Airplay)      | 18             |

## Примечание
1. ↑  Alice in Chains. Billboard. Дата обращения: 2 ноября 2021. Архивировано 2 ноября 2021 года.
2. 1 2  Rock On The Net: 38th Annual Grammy Awards - 1996. www.rockonthenet.com. Дата обращения: 2 ноября 2021. Архивировано 18 октября 2012 года.
3. ↑  De Sola, 2010, p. 179.
4. ↑  De Sola, 2010, p. 182.
5. ↑  HP Newquist. Why is this man smiling? (англ.) // Guitar. — 1996. — February. — P. 36-42.
6. ↑  Буклет к сборнику Music Bank (1999)
7. ↑  Alice In Chains - Nothing Safe: The Best Of The Box. Discogs. Дата обращения: 29 декабря 2021. Архивировано 30 декабря 2021 года.
8. ↑  Alice In Chains - Greatest Hits. Discogs. Дата обращения: 29 декабря 2021. Архивировано 31 декабря 2021 года.
9. ↑  Alice In Chains - The Essential Alice In Chains. Discogs. Дата обращения: 29 декабря 2021. Архивировано 28 декабря 2021 года.
10. ↑  Rolling Stone : Alice in Chains: Alice In Chains : Music Reviews. web.archive.org (4 февраля 2007). Дата обращения: 2 ноября 2021. Архивировано из оригинала 4 февраля 2007 года.
11. ↑  Alice in Chains - Alice in Chains | Songs, Reviews, Credits | AllMusic (англ.). Дата обращения: 2 ноября 2021. Архивировано 2 июня 2012 года.
12. ↑  The 95 Best Alternative Rock Songs of 1995 (амер. англ.). SPIN (6 августа 2015). Дата обращения: 2 ноября 2021. Архивировано 2 ноября 2021 года.
13. ↑  1995 | The 120 Minutes Archive (англ.). Tyler Marie. Дата обращения: 2 ноября 2021. Архивировано 2 ноября 2021 года.
14. ↑  Jerry Cantrell on the three-legged dog on the cover of Alice In Chains' 1995 album and 'Grind' video. Дата обращения: 2 ноября 2021. Архивировано 5 октября 2019 года.
15. ↑  De Sola, 2010, p. 186.
16. ↑  Alice In Chains - The Nona Tapes (Official Documentary). Дата обращения: 2 ноября 2021. Архивировано 27 марта 2019 года.
17. ↑  Alice In Chains – Music Bank - The Videos (2001, DVD) (англ.). Дата обращения: 2 ноября 2021. Архивировано 2 ноября 2021 года.
18. ↑  The ARIA Australian Top 100 Singles Chart – Week Ending 10 Dec 1995. Imgur.com (original document published by ARIA). Дата обращения: 19 июля 2017. Архивировано 25 апреля 2018 года. N.B. The HP column displays the highest peak reached.
19. ↑   "Top RPM Singles: Issue 2851." RPM. Library and Archives Canada.  Дата обращения: 6 ноября 2016.
20. ↑   "Top RPM Rock/Alternative Tracks: Issue 2820." RPM. Library and Archives Canada.  Дата обращения: 6 ноября 2016.
21. ↑  Eurochart Hot 100 Singles (PDF). Music & Media. 18 ноября 1995. p. 27. Дата обращения: 3 августа 2018.
22. ↑   "Alice in Chains: Artist Chart History". Official Charts Company.  Дата обращения: 6 ноября 2016.
23. ↑   "Official Rock & Metal Singles Chart Top 40". Official Charts Company.  Дата обращения: 16 марта 2017.
24. ↑   "Alice in Chains Chart History (Mainstream Rock)". Billboard.  Дата обращения: 6 ноября 2016.
25. ↑   "Alice in Chains Chart History (Alternative Airplay)". Billboard.  Дата обращения: 6 ноября 2016.